# كوركي فالنتاين
كوركي فالنتاين (بالإنجليزية: Corky Valentine)‏ هو لاعب كرة قاعدة أمريكي، ولد في 4 يناير 1929 في تروي في الولايات المتحدة، وتوفي في 21 يناير 2005 في روزويل في الولايات المتحدة.

## وصلات خارجية
- كوركي فالنتاين على موقعبيزبول رفرنس.كوم (الدوري الرئيسي) (الإنجليزية)